# Hexanchus vitulus
Hexanchus vitulus is een vissensoort uit de familie van de koehaaien (Hexanchidae). De wetenschappelijke naam van de soort is voor het eerst geldig gepubliceerd in 1969 door Springer & Waller. De soort werd in 2019 van de grootoogzeskieuwshaai (Hexanchus nakamurai) afgesplitst.